# Liste der Baudenkmale in Weyhe
In der Liste der Baudenkmale in Weyhe sind alle Baudenkmale der niedersächsischen Gemeinde Weyhe im Landkreis Diepholz aufgelistet. Grundlage ist das „Verzeichnis der Baudenkmale gem. §3 NDSchG“ vom 25. August 2008 - Abschnitt Weyhe. 
Anmerkungen: Die Tabellenspalten sind sortierbar, dazu dienen die Symbole (Doppelkeile) bei den Spaltenüberschriften. In der Ausgangsansicht sind die Baudenkmale nach Kennziffer (aufsteigend) sortiert
| Kennziffer                            | Adresse/Koordinaten                             | Gruppe | Denkmaltyp                                          | Bedeutung | Bezeichnung | Bild                                                                     |
| ------------------------------------- | ----------------------------------------------- | ------ | --------------------------------------------------- | --------- | --- | ------------------------------------------------------------------------ |
| 251047.00002                          | Erichshof, Lange Reihe                          |        | Kriegerdenkmal                                      | G         | Kriegerdenkmal Erichshof                                                                                                 |                                                                          |
| 251047.00003 Gruppe: 251047Gr0002     | Kirchweyhe, Kirchplatz                          | X      | Kirche                                              | G         | Kirchweyher Kirche |                                                                          |
| 251047.00004 Gruppe: 251047Gr0002     | Kirchweyhe, Kirchplatz                          | X      | Kirchhof                                            | G         | Kirchhof der Kirchweyher Kirche                                                                                          |                                                                          |
| 251047.00005 Gruppe: 251047Gr0002     | Kirchweyhe, Kirchplatz                          | X      | Kriegerdenkmal                                      | G         | Kirchweyher Löwendenkmal                                                                                                 |                                                                          |
| 251047.00007                          | Kirchweyhe, Kirchweyher Straße                  |        | Kriegerdenkmal                                      | G         | Kirchweyher Kriegerdenkmal                                                                                               |                                                                          |
| 251047.00008                          | Kirchweyhe, Bahnhofsplatz 2                     |        | Bahnhofsempfangs-gebäude                            | G         | Bahnhof Kirchweyhe von 1873                                                                                              |                                                                          |
| 251047.00010M001                      | Kirchweyhe, Alte Hauptstr. 17 und 19            |        | Doppelwohnhaus mit Stallgebäude                     | G         | |                                                                          |
| 251047.00011                          | Kirchweyhe, Kirchweyher Straße                  |        | Denkmal                                             | G         | |                                                                          |
| 251047.00012 Gruppe: 251047Gr0004     | Leeste, Henry-Wetjen-Platz                      | X      | Kirche                                              | G         | Marienkirche (Leeste) von 1777 bis 1783, klassizistische Saalkirche                                                      |                                                                          |
| 251047.00013M001 Gruppe: 251047Gr0004 | Leeste, Henry-Wetjen-Platz                      | X      | Kirchhof                                            | G         | Kirchhof an der Leester Kirche mit historischen Grabsteinen und Einfriedung                                              |                                                                          |
| 251047.00014 Gruppe: 251047Gr0004     | Leeste, Henry-Wetjen-Platz                      | X      | Kriegerdenkmäler                                    | G         | Leester Löwentor; Leester Steele                                                                                         |                                                                          |
| 251047.00015                          | Leeste, Leester Str. 51 (ehem. Alte Poststr. 2) |        | Wohnhaus                                            | G         | Struthoff-Villa von 1896                                                                                                 | Wohnhaus des Hofes Struthoff in Weyhe-Leeste                             |
| 251047.00016                          | Leeste, Leester Weide                           |        | Grenzsteine                                         | G         | Grenzsteine in der Leester Marsch                                                                                        |                                                                          |
| 251047.00017                          | Melchiorshausen, Gartenstraße                   |        | Kriegerdenkmal                                      | G         | Kriegerdenkmal Melchiorshausen                                                                                           |                                                                          |
| 251047.00019 Gruppe: 251047Gr0005     | Sudweyhe, Im Mühlengrunde 17                    | X      | Mühlenscheune (Nebengebäude)                        | S         | Sudweyher Wassermühle: Mühlenscheune                                                                                     | Scheune an der Wassermühle Sudweyhe                                      |
| 251047.00020 Gruppe: 251047Gr0006     | Sudweyhe, Im Mühlengrunde 12                    | X      | Verwalterhaus                                       | G         | Gutshof Sudweyhe: Verwalterhaus von 1783                                                                                 |                                                                          |
| 251047.00021 Gruppe: 251047Gr0006     | Sudweyhe, Im Mühlengrunde 12                    | X      | Gutspark                                            | G         | Gutshof Sudweyhe: Park                                                                                                   |                                                                          |
| 251047.00022M001                      | Ahausen, Rieder Str. 59                         |        | Wohn-/ Wirtschaftsgebäude mit Wohnhaus; erbaut 1838 | G         | Hof Lehmkuhl | Ahausen, ehemaliger Hof Lehmkuhl                                         |
| 251047.00023                          | Sudweyhe, Sudweyher Straße                      |        | Kriegerdenkmal                                      | S         | Sudweyher Kriegerdenkmal                                                                                                 |                                                                          |
| 251047.00024                          | Sudweyhe, Sudweyher Straße 32                   |        | Wohnhaus                                            | S         | Wohnhaus Kops-Esdohr |                                                                          |
| 251047.00027                          | Kirchweyhe, Bahnhofstr. 33                      |        | Wohnhaus                                            | G         | Villa Reiners vob 1880, heute Sozialstation Martha-Schubert-Haus                                                         | Martha Schubert_Haus (ehemals Villa Reiners)                             |
| 251047.00028 Gruppe: 251047Gr0006     | Sudweyhe, Im Mühlengrunde 12                    | X      | Wirtschaftsgebäude                                  | G         | Gutshof Sudweyhe: Wirtschaftsgebäude                                                                                     |                                                                          |
| 251047.00029 Gruppe: 251047Gr0007     | Kirchweyhe, Kirchweyher Straße                  | X      | Friedhof                                            | G         | Friedhof Kirchweyhe/Sudweyhe                                                                                             |                                                                          |
| 251047.00030 Gruppe: 251047Gr0007     | Kirchweyhe, Kirchweyher Straße                  | X      | Friedhofsmauer                                      | G         | Mauer um den Friedhof Kirchweyhe/Sudweyhe                                                                                |                                                                          |
| 251047.00031                          | Kirchweyhe, Kirchweyher Str. 51                 |        | Umspannwerk                                         | G         | Betriebsgebäude der Hastra und ehemaliges Umspannwerk aus den 1920er Jahren                                              | Ehemaliges Verwaltungsgebäude der HASTRA in Kirchweyhe (Gemeinde Weyhe). |
| 251047.00033                          | Lahausen, Lahauser Str.42                       |        | Speicher                                            | G         | Lahauser Spieker von 1880; seit 1990 Kulturhaus                                                                          |                                                                          |
| 251047.00034                          | Melchiorshausen, B6, km 48,993                  |        | Brücke                                              | K         | Gänsebachbrücke |                                                                          |
| 251047.00036 Gruppe: 251047Gr0008     | Sudweyhe, Raiffeisenstraße 11                   | X      | Bahnhof Sudweyhe                                    | G         | Bahnhof Sudweyhe: Bahnhofsempfangsgebäude von 1910                                                                       |                                                                          |
| 251047.00038M001 Gruppe: 251047Gr0008 | Sudweyhe, Raiffeisenstraße 11                   | X      | Abortanlage am Bahnhof Sudweyhe                     | G         | Bahnhof Sudweyhe: Abortanlage von 1910, mit Geräteschuppen                                                               | Abortanlage des Sudweyher Bahnhofs                                       |
| 251047.00039 Gruppe: 251047Gr0006     | Sudweyhe, Im Mühlengrunde 12                    | X      | Wirtschaftsgebäude IV                               | G         | Gutshof Sudweyhe: Wirtschaftsgebäude IV                                                                                  | Weyhe-Sudweyhe Fachwerkhäuser Juni-2015 IMG 5296                         |
| 251047.00040 Gruppe: 251047Gr0006     | Sudweyhe, Im Mühlengrunde 12                    | X      | Wirtschaftsgebäude III                              | G         | Gutshof Sudweyhe: Wirtschaftsgebäude III                                                                                 |                                                                          |
| 251047.00041 Gruppe: 251047Gr0006     | Sudweyhe, Im Mühlengrunde 12                    | X      | Wirtschaftsgebäude II                               | G         | Gutshof Sudweyhe: Wirtschaftsgebäude II                                                                                  |                                                                          |
| 251047.00042 Gruppe: 251047Gr0006     | Sudweyhe, Im Mühlengrunde 12                    | X      | Wirtschaftsgebäude I                                | G         | Gutshof Sudweyhe: Wirtschaftsgebäude I                                                                                   |                                                                          |
| 251047.00043 Gruppe: 251047Gr0006     | Sudweyhe, Im Mühlengrunde 12                    | X      | Denkmal                                             | G         | Gutshof Sudweyhe: Denkmal der Zärtlichkeit im Park                                                                       |                                                                          |
| 251047.00046 Gruppe: 251047Gr0006     | Sudweyhe, Im Mühlengrunde 16                    | X      | ehem. Waschhaus (Nebengebäude)                      | S         | Gutshof Sudweyhe: Ehem. Waschhaus vom Ende 18. Jahrhundert, Fachwerkhaus mit Walmdach                                    |                                                                          |
| 251047.00047 Gruppe: 251047Gr0009     | Leeste, Leester Str. 88                         | X      | Lokschuppen                                         | G         | Lokschuppen am Leester Bahnhof; 1909 erbaut                                                                              |                                                                          |
| 251047.00048 Gruppe: 251047Gr0009     | Leeste, Leester Str. 88                         | X      | Wasserturm                                          | G         | Ehem. Wasserturm am Bahnhof Leeste von 1909                                                                              |                                                                          |
| 251047.00049                          | Sudweyhe, Finterei 7                            |        | Wohn- / Wirtschaftsgebäude ehem.                    | G         | Wohn- und Wirtschaftsgebäude Finterei 7, Zweiständer-Hallenhaus von 1747; 1999 abgebrochen und hier 2001 wiedererrichtet |                                                                          |
| 251047.00051                          | Sudweyhe, Achtern Busch 23                      |        | Scheune                                             | G         | Fachwerk-Scheune (Querdurchfahrtsscheune); erbaut 1748                                                                   |                                                                          |
| 251047.00053 Gruppe: 251047Gr0005     | Sudweyhe, Im Mühlengrunde 15                    |        | Wassermühle Sudweyhe                                | G         | Sudweyher Wassermühle |                                                                          |

Abkürzung:
- G = Geschichtliche Bedeutung
- K = Künstlerische Bedeutung
- W = Wissenschaftliche Bedeutung
- S = Städtebauliche Bedeutung